# Santa Maria de Cervera
Santa Maria de Cervera és una església gòtica amb elements romànics, situada al municipi de Cervera, la Segarra. És una obra declarada Bé Cultural d'Interès Nacional. L'arquitectura externa de Santa Maria queda parcialment oculta darrere l'edifici de la Paeria de Cervera i el campanar, de manera que només es pot apreciar lleugerament des dels llocs que en el passat havien estat utilitzats com a cementiri. Des del carrer de la Sebolleria s'entreveu l'absis, absolutament desgastat per l'erosió, i des de la plaça del Fossar, el portal de Sant Martí, d'estil romànic.

## Descripció
L'església de santa Maria de Cervera és un dels edificis religiosos més notables de l'arquitectura gòtica catalana. Consta de tres naus, amb capelles laterals entre els contraforts. La nau central és formada per tres trams quadrats, i les laterals, més baixes, per trams de mig quadrat. L'absis és poligonal i disposa d'un deambulatori amb vuit capelles radials. El tram de la nau més proper a l'absis forma una mena de transsepte, amb una estructura semi-octogonal a cada banda, que amplien tres capelletes. Les naus estan separades per pilars de secció octogonal, amb columnes adossades, que sostenen la volta de creueria.

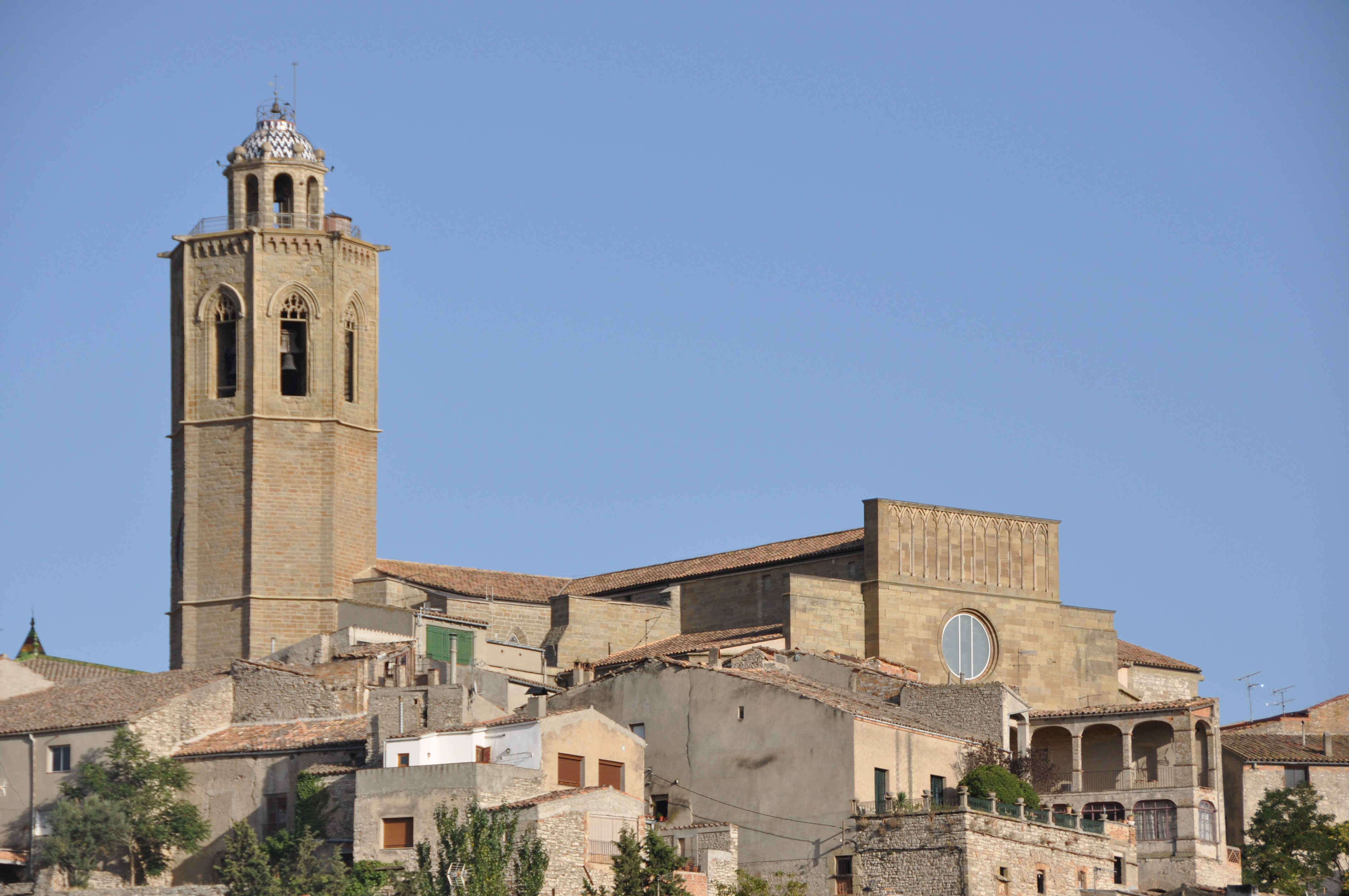
Santa Maria, dalt del turó de Cervera

Posteriorment, l'església ha sofert diverses modificacions, com la construcció d'una cripta (1588) sota l'altar major, de la capella nova del Sant Misteri (iniciada el 1630), o l'obertura de la porta barroca del mur nord (segle xviii). Però la reforma més important fou la del 1821, quan s'enderrocà la façana i se'n construí una de neogòtica en una posició més avançada, la qual cosa permeté l'allargament de les naus en dos trams més i la construcció de noves capelles i del cor elevat (el cor anterior havia traslladat el 1775 des del centre de l'església al voltant de l'altar major).

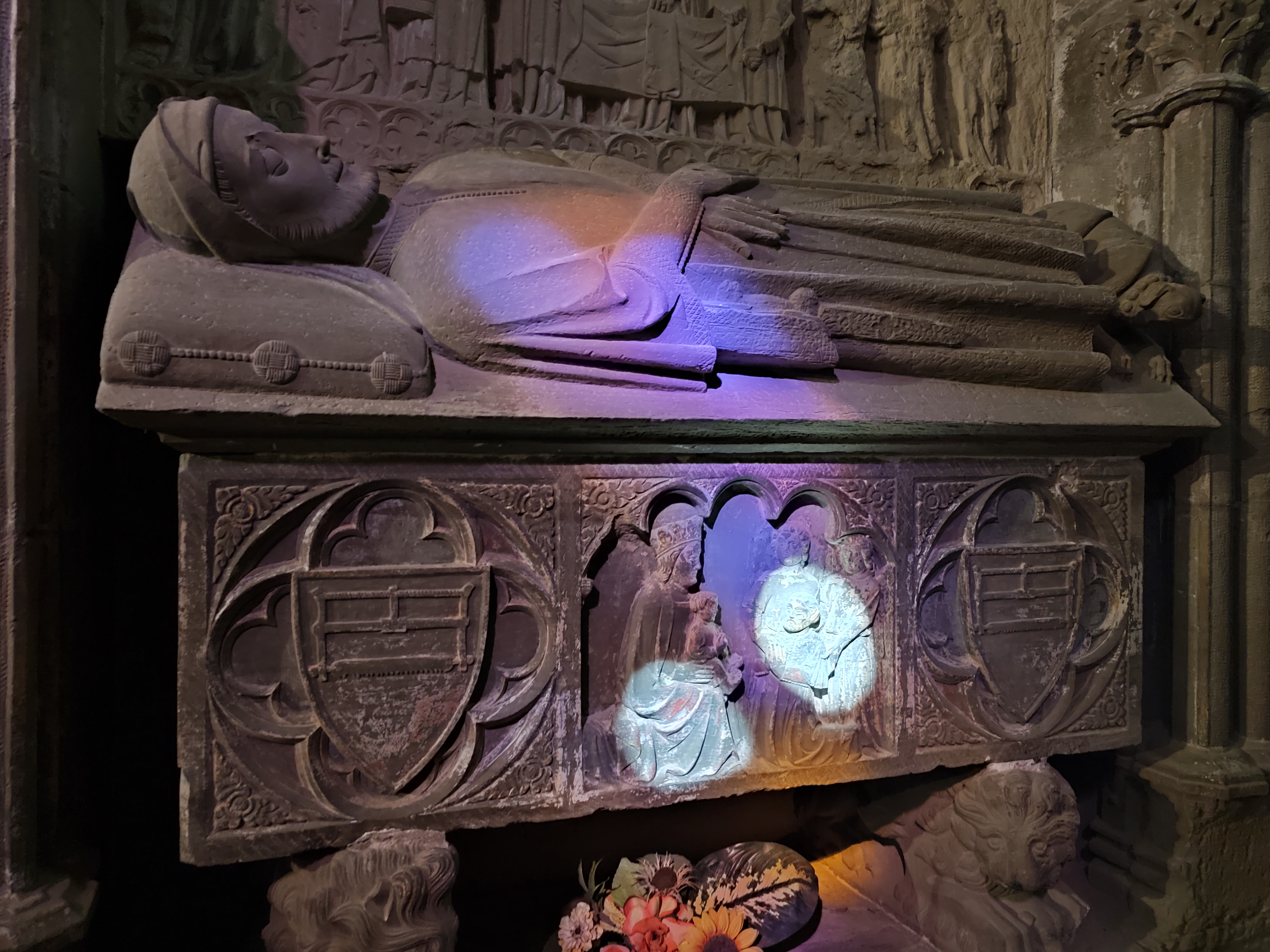
Sepulcre de Ramon Serra el Major

Entre les obres d'art que guarda l'església cal destacar la tomba de Ramon Serra el Major, obra de l'escultor Jordi de Déu (1355). El parament davanter de la caixa ostenta una parella d'escuts a senyal de serra i deixa espai entremig per a figurar-hi la presentació del fill a la Verge i una llegenda que diu: "En Ramon Serra jau ací, qui aquesta capella instituí, e lo darrer dia d'agost del an MCCCLIIII". Als caps de la caixa, com als capitells dels arcs i a la clau de la volta de la capella s'hi veuen els mateixos escuts palesant l'antiguitat del personatge. La imatge jacent que ocupa la llosa de la coberta de la caixa, els frares afilerats que perdurablement li celebren honres funeràries i la figuració simbòlica que omple la part superior acusen una destresa de treball remarcable.
També són remarcables els vitralls del presbiteri, obra del mestre Colí de Maraya (1413) i avui només parcialment conservats. L'altar major és presidit per la talla romànica de la Mare de Déu del Coll de les Savines (s.XIII), patrona de la ciutat. Sobre una mènsula hi ha una altra imatge de la Verge i el Nen, romànica de transició. També és romànica la portada de migdia, resta de la primitiva església de Sant Martí (segle xii-xiii) sota un porxo gòtic. A la capella del Misteri hi ha un altar barroc, obrat pels manresans Jaume i Tomàs Pedró (1788).
El campanar, situat entre l'extrem del braç esquerre del creuer i la part posterior de la casa de la ciutat, és una construcció de planta octogonal amb amplis finestrals gòtics amb decoració calada al darrer pis, que és rematat per un fris d'arquetes trilobulats. Al damunt hi ha un petit cos cobert amb una cúpula, que allotja les campanes. La construcció s'allargà del segle xiv fins a mitjan segle xv, en què el mestre Pere de Vall-llebrera n'enllestí les obres. A final del segle xv s'hi instal·là el primer rellotge mecànic.

### Portal de Sant Martí
Dels orígens romànics només en resta, al mur de migdia, una notable porta esculpida sota d'un porxo gòtic que rep el nom de porta de sant Martí per la temàtica del timpà. Del segle xiii, consta de dues arquivoltes en gradació que descansen sobre dues columnes coronades per capitells, l'arquivolta més externa té una motllura a manera de guardapols. Al timpà hi apareix la representació de caràcter hagiogràfic de la caritat de sant Martí, vestit amb túnica curta i muntat a cavall, mentre que amb la mà esquerra manté un dels extrems de la capa, amb la mà dreta subjecta una espasa que parteix per donar-ne la meitat a un pobre. Aquest tema és molt original dins l'escultura romànica catalana, ja que se'n conserven molt poques representacions.

### Vitralls i claus de volta
Els vitralls de colors presten abundant llum al temple, estan dissenyats per Colí de Maraia l'any 1413. Els havia concebut dividits en tres zones en les quals es relatava la vida de Jesús des de l'Anunciació a la Verge fins a l'aparició del Senyor a Sant Tomàs. Actualment només es conserven una part dels vitralls. La rosassa de la porta nord és de la mateixa època. En els arcs de les voltes (claus de volta), es pot observar que en la majoria de les claus s'explica igualment la història de Jesús, l'Anunciació a la Verge, la presentació al Temple, el baptisme, l'entrada a Jerusalem, etc. Mereixen especial atenció la clau de volta que es troba just damunt de l'altar major, que representa un cérvol, símbol de la ciutat, i la que es troba immediatament al seu darrere, que té esculpida una figura vegetal com a possible ofrena a la Verge que presideix l'altar major.

### Campanar

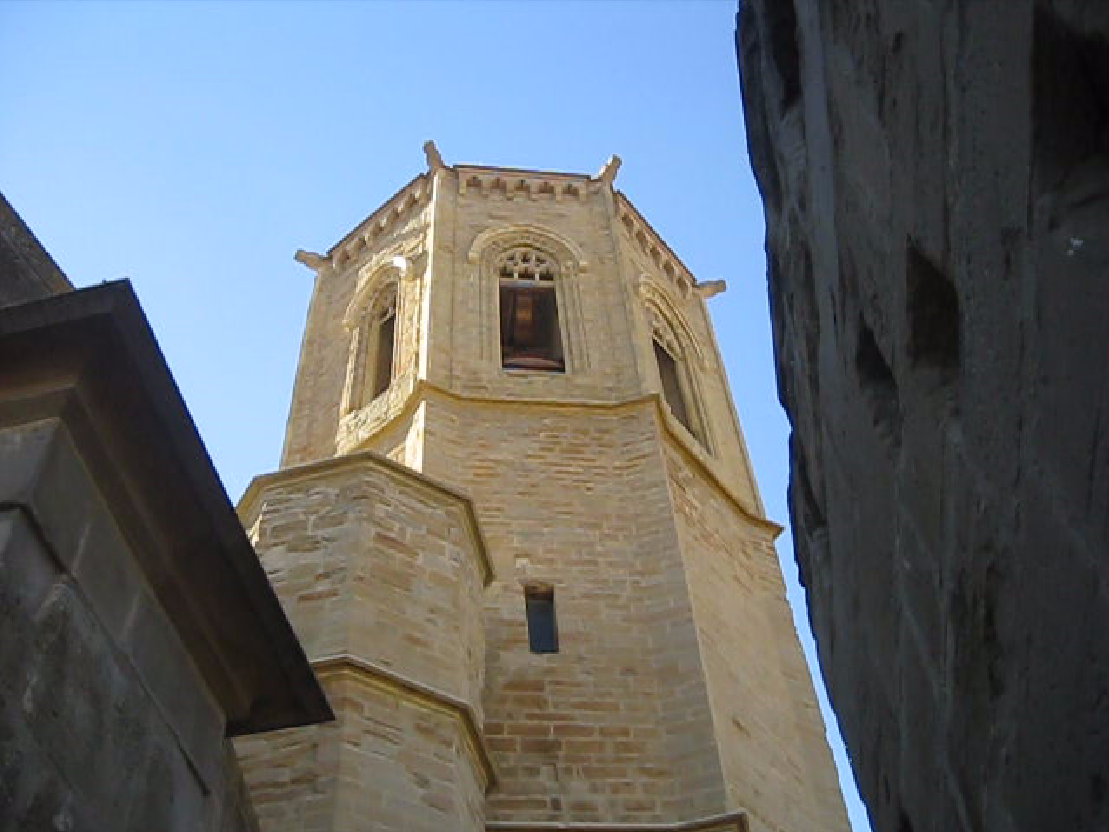
El Campanar de Cervera des del cantó sud

El Campanar de l'església parroquial de Santa Maria està situat entre l'extrem d'un dels braços del creuer i la part posterior de l'ajuntament i mereix un esment especial a part en la història i tradició de la ciutat. És una edificació de planta octagonal amb amplis finestrals gòtics amb decoració calada. Una cornisa formada amb estrets arcs trilobulats corona el cos principal i la part superior és ocupada per un segon pis que estatja les campanes del rellotge.
La construcció s'allargà del segle xiv al xv i en fou un dels mestres d'obres Pere de Vall-llebrera, que a mitjan segle xv enllestí la part dels finestrals, on eren col·locades les campanes, i tancà la volta. A la fi del mateix segle s'hi instal·là el primer rellotge mecànic. Una de les campanes més antigues conservades és l'anomenada Seny Major, fosa el 1424 pel mestre campaner Mateu de l'Olm. A la part de llevant s'hi troba adherida una petita torre, del comunidor, des del qual els capellans beneïen el terme i comminaven les tempestes.
| Nom de les campanes | Any     | Pes     | Nota          |
| ------------------- | ------- | ------- | ------------- |
| Onzena              | 1826    | 296 kg  | fa brillant   |
| Trinitat            | 1879    | 496 kg  | sol natural   |
| Carranca            | 1424-29 | 835 kg  | sol sostingut |
| Nova                | 1880    | 1362 kg | re natural    |
| Tibau               | 1880    | 1693 kg | mi natural    |
| Seny Major          | 1424    | 1954 kg | do natural    |

L'Associació Campaners de Cervera és una agrupació cultural encarregada del campanar fundada l'any 1985 essent el campaner titular Jaume Font Martí. Tot va començar quan els joves més compromesos aleshores assistents als tocs de les campanes, van considerar que la tradició campanera de Cervera i el fet de seguir tocant les campanes a la ciutat manualment i va estimular agrupar-se i promoure entre gent més jove amb l'aprenentatge i la recuperació - si més no històrica - dels tocs que pels diferents esdeveniments tenien lloc al campanar amb la finalitat d'assabentar a la ciutat del que els motivava.
L'escola de Campaners ha esdevingut un fet que ha anat tenint continuïtat fins al punt que, amb aquests més de vint anys des d'aquell inici, al campanar poc ha faltat persones de totes les edats per tocar les campanes motivats per qualsevol celebració, sigui religiosa, festiva, cultural o tradicional que Cervera tingués a bé celebrar. Els vells sons de les sis campanes que formen el conjunt festiu és molt estimat pels cerverins i en les celebracions de diferents concerts que s'han celebrat així com en les jornades de portes obertes que s'ofereixen des del campanar tenen força ressò popular.

### Obra escultòrica
- La Mare de Déu del Coll de les Savines. L'altar major el presideix la imatge de la Mare de Déu del Coll de les Savines, que és la patrona de la ciutat. Es tracta d'una bella escultura romànica del segle xiii, tallada en fusta, majestuosament asseguda sobre un tron i amb el Nen al genoll esquerre.
- Capella del Santíssim Misteri. A la dreta del creuer es troba la capella del Santíssim Misteri, construïda l'any 1633. El conjunt escultòric i d'efecte admirable dins les línies del barroc, va ser concebut i realitzat per Jaume Padró el segle xviii. L'oratori guarda al reliquiari una estella de la creu de Jesús.

### Capelles absidals
A la capella de Sant Jaume es troba el sepulcre historiat de Berenguer de Castelltort. Destaca el relleu central en què dos àngels presenten a la Verge l'ànima del difunt.
L'antiga capella del Nen Jesús conté el sepulcre historiat de Ramon Serra, atribuït a l'escultor Jordi de Déu, que va treballar a Cervera entre els anys 1379 i 1382.
A la capella de Nostra Senyora de Montserrat es conserva el sepulcre historiat de Ramon Serra. L'urna funerària té escuts parlants i en la part central hi ha un relleu del difunt davant la Verge. Sobre la coberta hi ha una estàtua jacent i al fons, una munió de figures representant l'escena.

### Retaule de Sant Andreu
L'àmbit dedicat a Sant Andreu conté l'únic retaule que es va salvar de la Guerra Civil. Les seves petites columnes barroques distribueixen els espais amb relats de la vida del sant.

### Pica baptismal
En una de les capelles de les naus laterals hi ha col·locada la pica baptismal, atribuïda al mestre Jacques i construïda l'any 1568. Ornamentat amb relleus florals clàssics, la pica està sostinguda per tres atlants. Quatre cares representen els quatre rius considerats en aquell moment els més importants del planeta: Ganges, Nil, Danubi i Riu de la Plata. A la part superior quatre evangelistes mostren, simbòlicament, que la paraula divina transforma l'aigua divina en font de purificació. Al darrere hi ha esculpida una imatge de Santa Tecla.

## Història
Vers mitjan segle xi ja consta en una relació de parròquies del bisbat de Vic. Coincidint amb la fundació de l'any 1081 fou cedida del priorat de Sant Pere el Gros al monestir de Ripoll. Durant la baixa edat mitjana, gràcies a la puixant situació econòmica de la ciutat, es va construir sobre l'antic edifici romànic l'actual temple d'estil gòtic.
L'actual església gòtica es començà a principis del segle xiv, i el 1334 ja eren acabades les capelles del creuer del costat de l'evangeli i la primera capella de l'absis del costat de l'epístola. El 1358 fou consagrat l'altar major, i cinc anys després s'enllestia el presbiteri. Amb tot, no fou fins a mitjan segle xv, que fou acabada. El 1821 l'edifici fou allargat pels peus, i es construí l'actual façana neogòtica.